# أوتربرغ
اتربورغ (بالألمانية: Otterberg) هي بلدة ألمانية تقع في ألمانيا في راينلند بالاتينات. يقدر عدد سكانها بـ 5,211 نسمة .